# Бистшанув
Бистшанув (пол. Bystrzanów) — село в Польщі, у гміні Тарчин Пясечинського повіту Мазовецького воєводства.
Населення — 117 осіб (2011).
У 1975-1998 роках село належало до Варшавського воєводства.

## Демографія
Демографічна структура станом на 31 березня 2011 року:
|          | Загалом | Допрацездатний вік | Працездатний вік | Постпрацездатний вік |
| -------- | ------- | ------------------ | ---------------- | -------------------- |
| Чоловіки | 56      | 9                  | 40               | 7                    |
| Жінки    | 61      | 12                 | 30               | 19                   |
| Разом    | 117     | 21                 | 70               | 26                   |